# Доналд Дейвидсън
Доналд Херберт Дейвидсън (на английски: Donald Herbert Davidson; р. 6 март 1917 – п. 30 август 2003) е американски философ.
Преподава като Слусър професор по философия в Калифорнийския университет в Бъркли от 1981 до 2003 г., след като е заемал съществено място в програмата по философия в Станфордския университет, Университета Рокфелер, Принстънския университет и Чикагския университет. Работата му оказва значително влияние в много области на философията от 1960 г. нататък, но особено във философията на съзнанието, философията на езика и теория на действието (action theory). Въпреки че публикува най-вече под формата на кратки есета, които изрично не се позовават на която и да е първостепенна теория, работата му е белязана от силно единен характер на същите методи и идеи, взети за решаването на множество очевидно несвързани проблеми и за синтезиране на работата на множество други философи, включително и Аристотел, Имануел Кант, Витгенщайн, Франк Рамзи, Куайн и Анскомб.